# 埃尔普奇
埃尔普奇（西班牙语，巴倫西亞語發音：[el ˈputʃ]），巴伦西亚语正式名称为埃尔普奇-德圣玛丽亚（El Puig de Santa Maria），有时简称普奇（Puig），是西班牙巴伦西亚自治区巴伦西亚省的一个市镇。总面积27平方公里，总人口7352人（2001年），人口密度272人/平方公里。